# 1714 az irodalomban
Az 1714. év az irodalomban.

## Új művek
- Elkészül Gottfried Leibniz német polihisztor (eredetileg francia nyelvű) filozófiai műve: La Monadologie (Monasz-ok tana); először csak 1720-ban, németre fordítva jelent meg.

## Születések
- július 17. – Alexander Gottlieb Baumgarten német filozófus, az esztétika tudományának úttörője († 1762)